# ダリビ族
ダリビ族（ダリビぞく、Daribi）は、パプアニューギニアに住む少数民族。

## 居住地
ニューギニアのシンブ州南部カリムイ山（Karimui）の南を流れるツア川（Tua）沿いの火山性台地に住んでいる。

## 生活
森の中で焼畑農業、狩猟、食料採集によって生きている。主要作物はバナナ類、ヤムイモ類、タロイモ、豆類などで、2～3年ごとに耕地を変えている。
社会の基礎単位は氏族であり、各氏族は部族の政治的立場の変化に応じて住居を変える傾向がある。